# Air Niger
Air Niger era la compagnia aerea di bandiera del Niger, con sede a Niamey. Fu operativa dal 1966 al 1993, il suo hub principale era situato presso l'Aeroporto di Niamey-Diori Hamani. 

## Storia
Air Niger fu fondata nel 1966 dal governo del Niger con il supporto di Air France e Union des Transports Aériens (UTA), rilevando i servizi della precedente compagnia di bandiera, "Aero Niger". Oltre alle precedenti operazioni di aerotaxi e charter di "Aero Niger", la nuova compagnia aerea rilevò i servizi nazionali di Air France in Niger e verso il Burkina Faso, la Nigeria e il Ciad. Oltre a fornire assistenza tecnica alla compagnia, Air France e UTA detenevano una quota finanziaria della compagnia aerea tramite le loro partecipazioni in "SODETRAF". Anche Air Afrique ne deteneva parzialmente una quota. Air Niger, posseduta al 94,5% dal governo del Niger.
Il primo direttore generale della compagnia fu il ministro dei trasporti nigerino, Léopold Kaziendé. L'ex primo ministro, Amadou Cheiffou, fu presidente del consiglio di amministrazione dal 1973 al 1974. Successivamente, il ministro dei trasporti e della difesa, Ousmane Issoufou Oubandawaki, fu direttore generale della compagnia dal 1980 al 1983.
A seguito della crisi economica del Niger negli anni '90, Air Niger cessò tutte le operazioni nel 1993. Le sue operazioni furono temporaneamente rilevate dalla compagnia aerea privata nigeriana Arik Air.
Air Niger operava voli da Niamey verso Tahoua, Maradi, Zinder e Agadez. Alla fine degli anni '60, la flotta della compagnia era composta da un Douglas DC-3 e un Douglas DC-4. Furono anche discussi dei piani per estendere la sua rete di destinazioni al Burkina Faso, al Ciad e alla Nigeria. Per tutti gli anni 70 la sua flotta fu composta da due Douglas DC-3 e, alla fine degli anni '80, operava due Hawker Siddeley HS 748 sulle rotte nazionali e per quelle verso Lomé, in Togo.

## Destinazioni
Al momento della chiusura, Air Niger operava verso le seguenti destinazioni, tutte situate nel continente africano:
- Burkina Faso (Ouagadougou)
- Ciad (N'Djamena)
- Niger (Agadez, Maradi, Niamey, Tahoua, Zinder)
- Nigeria (Abuja, Lagos)
- Togo (Lomé)

## Flotta
Nel corso degli anni, Air Niger ha operato con i seguenti aeromobili:
- Douglas C-47
- Douglas DC-3
- Douglas DC-4
- Douglas DC-6
- Fokker F27
- Hawker Siddeley HS 748

## Incidenti
Il 10 giugno 1977, un Douglas C-47 della compagnia andò distrutto in un atterraggio di emergenza a Founkouey (Niger) a seguito di un guasto al motore. L'aereo stava effettuando un volo passeggeri partito da Tahoua, in Niger. Tutte le 21 persone a bordo sopravvissero.